# Portage (Alaska)
Pour les articles homonymes, voir Portage.

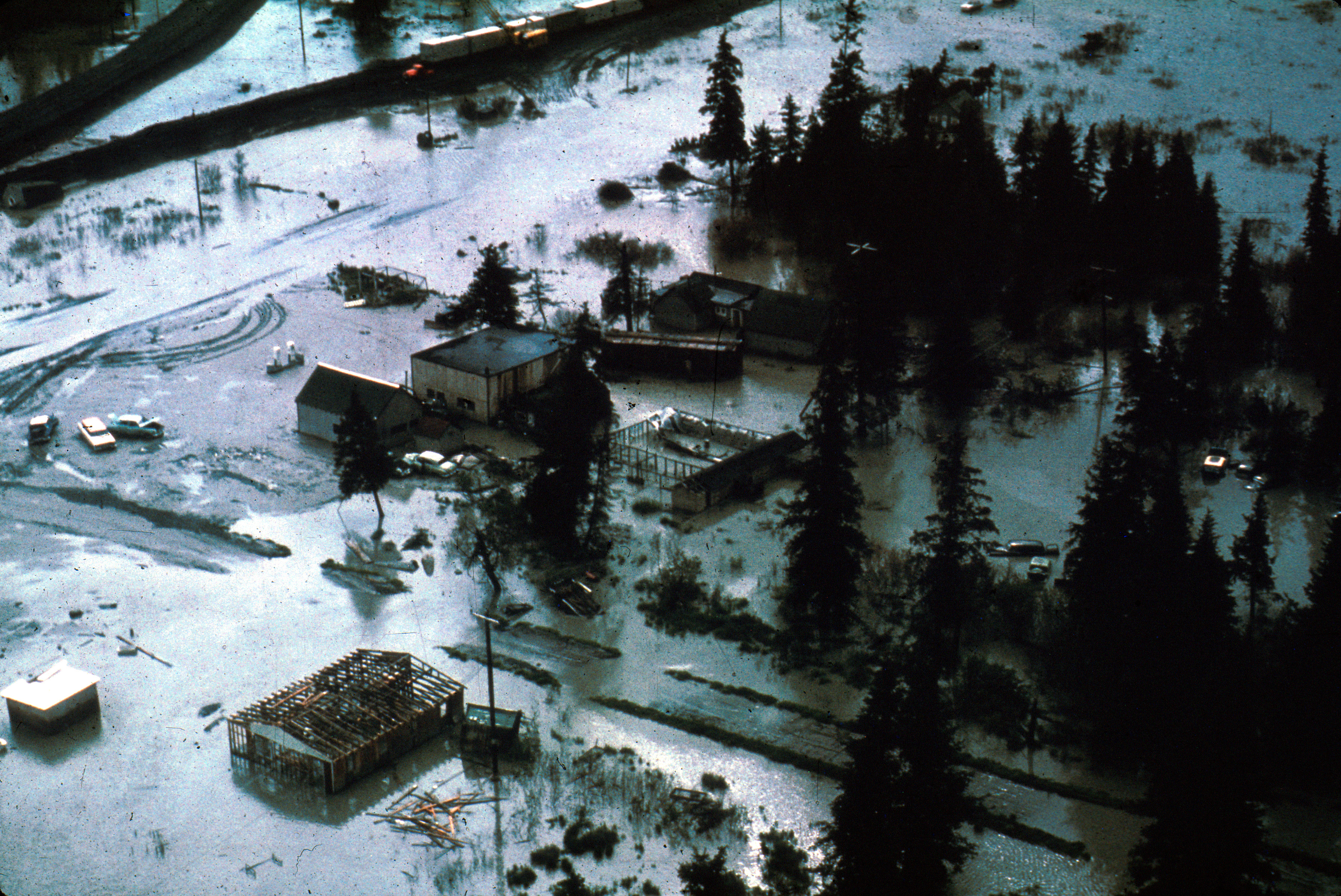
Portage après le tremblement de terre

Portage est une localité d'Alaska aux États-Unis, située sur le Golfe de Cook à 47 milles (76 km) d'Anchorage. L'endroit a été totalement détruit en 1964 lors du séisme de 1964 en Alaska, disparaissant sous plusieurs mètres d'eau. Il ne reste plus actuellement que les ruines de quelques bâtiments, ainsi que les troncs d'arbres morts à la suite de l'étouffement de leurs racines dans l'eau salée.
Avant sa destruction, Portage était à la jonction de la voie ferrée et de la route reliant la Seward Highway et l'Alaska Railroad au Glacier Portage et à l'Anton Anderson Memorial Tunnel qui mène à Whittier.

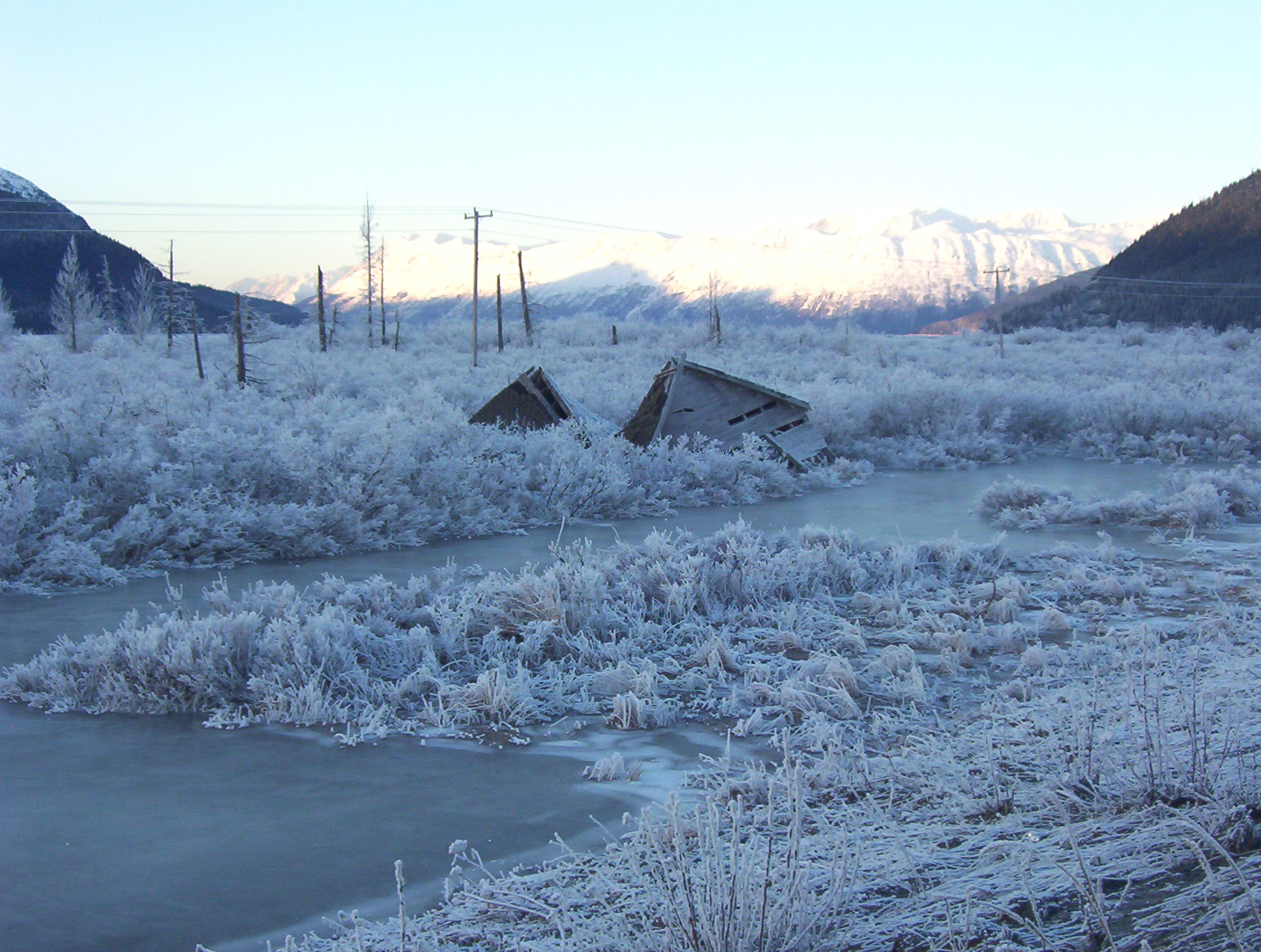
Les restes actuels de Portage

## Démographie
| 1950 | 1960 | - | - | - | - |
| ---- | ---- | - | - | - | - |
| 34   | 71   | - | - | - | - |